# Успение Богородично (Търговище)
Вижте пояснителната страница за други значения на Успение Богородично.
„Успение Богородично“ е православен храм в Търговище. Ярък представител на Българската възрожденска църковна архитектура, разположена на улица „Екзарх Йосиф“ в стария български квартал Вароша. Тя е част от Търговищка духовна околия, Варненска и Великопреславска епархия на Българската православна църква.

## История
Храмът е изграден в периода между 1847 – 1851 година от Уста Димитър, майстор от Тревненската школа. Всички християни, въпреки че са били под османско владичество се включили в градежа, дори и децата. Хората са отделяли от залъка си, за да бъде построена църквата. Нито за ден не е спирало строителството, почивали само в неделя, когато и Господ си почива. Така мащабното за времето си строителство на храма е приключило само за три години. Първоначално камбанарията е поместена в дървена конструкция до основната сграда. В планово отношение, църквата представлява три-корабна псевдобазилика на площ от около 510 m². През 1860 година е извършена интериорната декорация включително монтирането на дърворезбован иконостас, отново от тревненски майстори. В самото начало на ХХ век е добавена елегантната църковна кула от майстора Генчо Новаков по проект на италианеца Паоло Форлани.
През 1947 година черквата е почти напълно опожарена. Но с инициативата на местните хора и с доброволен труд, е бил възстановена във вида, в който е днес. Зографисването на църквата продължава и през 60-те години, когато свързаният с Търговище американски митрополит Андрей се изказва критично за работата, определяйки я като „по-долня от всякаква критика“.